# Крещенське
Креще́нське (рос. Крещенское, башк. Крещенский) — присілок у складі Мішкинського району Башкортостану, Росія. Входить до складу Староарзаматовської сільської ради.
Населення — 29 осіб (2010; 33 у 2002).
Національний склад:
- марійці — 67 %
- росіяни — 27 %